# Джеймі Дельгадо
Джеймі Дельгадо (англ. Jamie Delgado; нар. 21 березня 1977) — колишній британський тенісист.
Найвищу одиночну позицію світового рейтингу — 121 місце досяг 20 серпня 2001, парну — 57 місце — 8 жовтня 2012 року.
Найвищим досягненням на турнірах Великого шолома було 3 коло в парному розряді.
Завершив кар'єру 2014 року.

## Фінали турнірів ATP за кар'єру

### Парний розряд: 2 (2 поразки)
| Легенда                                     |
| ------------------------------------------- |
| Турніри Великого шолома (0–0)               |
| Фінали Світового туру ATP (0–0)             |
| Серія Мастерс 1000 Світового Туру ATP (0–0) |
| Серія 500 Світового туру ATP (0–0)          |
| Серія 250 Світового туру ATP (0–2)          |

| Титули за покриттям |
| ------------------- |
| Тверде (0–1)        |
| Ґрунт (0–0)         |
| Трава (0–1)         |

| Титули за типом корту |
| --------------------- |
| Відкритий (0–2)       |
| Закритий (0–0)        |

| Результат | В-П | Дата     | Турнір                                    | Рівень    | Покриття | Партнер     | Суперники                      | Рахунок               |
| --------- | --- | -------- | ----------------------------------------- | --------- | -------- | ----------- | ------------------------------ | --------------------- |
| Поразка   | 0–1 | Чер 2012 | Eastbourne International, Велика Британія | Серія 250 | Трава    | Кен Скупскі | Колін Флемінг Росс Гатчінс     | 4–6, 3–6              |
| Поразка   | 0–2 | Лип 2012 | Los Angeles Open, США                     | Серія 250 | Тверде   | Кен Скупскі | Рубен Бемельманс Ксав'є Малісс | 6–7(5–7), 6–4, [7–10] |

## Часова шкала досягнень на турнірах Великого шлему
| W | Ф | ПФ | ЧФ | #Р | КТ | К# | DNQ | A | NH |

### Одиночний розряд
| Турнір                                 | 1997 | 1998 | 1999 | 2000 | 2001 | 2002 | 2003 | 2004 | 2005 | 2006 | В-П  |
| -------------------------------------- | ---- | ---- | ---- | ---- | ---- | ---- | ---- | ---- | ---- | ---- | ---- |
| Відкритий чемпіонат Австралії з тенісу |      |      |      | 1р   |      |      |      |      |      |      | 0–1  |
| Відкритий чемпіонат Франції з тенісу   |      |      |      |      |      |      |      |      |      |      | 0–0  |
| Вімблдонський турнір                   | 1р   |      | 2р   | 1р   | 2р   | 1р   | 1р   | 1р   | 1р   | 2р   | 3–9  |
| Відкритий чемпіонат США з тенісу       |      |      |      | 1р   |      |      |      |      |      |      | 0–1  |
| В-П                                    | 0–1  | 0–0  | 1–1  | 0–3  | 1–1  | 0–1  | 0–1  | 0–1  | 0–1  | 1–1  | 3–11 |

### Парний розряд
| Турнір                                 | 1993 | 1994 | 1995 | 1996 | 1997 | 1998 | 1999 | 2000 | 2001 | 2002 | 2003 | 2004 | 2005 | 2006 | 2007 | 2008 | 2009 | 2010 | 2011 | 2012 | 2013 | 2014 | В-П   |
| -------------------------------------- | ---- | ---- | ---- | ---- | ---- | ---- | ---- | ---- | ---- | ---- | ---- | ---- | ---- | ---- | ---- | ---- | ---- | ---- | ---- | ---- | ---- | ---- | ----- |
| Відкритий чемпіонат Австралії з тенісу |      |      |      |      |      |      |      |      |      |      |      |      |      |      |      |      |      |      |      | 1р   | 1р   |      | 0–2   |
| Відкритий чемпіонат Франції з тенісу   |      |      |      |      |      |      |      |      |      |      |      |      |      |      |      |      |      | 1р   |      |      |      |      | 0–1   |
| Вімблдонський турнір                   | К1р  | К1р  | 1р   | 1р   | 1р   | 1р   | К3р  | 1р   | 1р   | 1р   | 1р   | 1р   | 1р   | 3р   | 1р   | 1р   | 3р   | 2р   | 2р   | 2р   | 2р   | 2р   | 9–19  |
| Відкритий чемпіонат США з тенісу       |      |      |      |      |      |      |      |      |      |      |      |      |      |      |      |      |      |      | 3р   | 3р   |      |      | 4–2   |
| В-П                                    | 0–0  | 0–0  | 0–1  | 0–1  | 0–1  | 0–1  | 0–0  | 0–1  | 0–1  | 0–1  | 0–1  | 0–1  | 0–1  | 2–1  | 0–1  | 0–1  | 2–1  | 1–2  | 3–2  | 3–3  | 1–2  | 1–1  | 13–24 |